# Voyage (ABBA-album)
A Voyage az ABBA együttes kilencedik stúdióalbuma, amelyet 2021. november 5-én adtak ki. Ez a csoport első albuma új anyaggal a The Visitors (1981) és 1982-óta tartó 40 éves „szünet” után.
Az album megjelenését 2021. szeptember 2-án jelentették be élő közvetítésben a YouTube-on. 2018-ban rögzítettek két dalt: az I Still Have Faith in You és a Don't Shut Me Down címűt, amelyek az album első dalai lettek. A csoport továbbá bejelentette, hogy az ABBA Voyage digitális avatar koncertjére 10 fős zenekarral 2022. május 27-én, a londoni Queen Elizabeth Olympic Parkban kerül sor.
Az abbavoyage.com weboldal 2021. augusztus 26-án lett elérhető, és óriásplakátokat állítottak fel Londonban, valamint ABBA Voyage címet viselő közösségi média fiókot is létrehoztak a bejelentés népszerűsítésére.
A lemez 10 dalt tartalmaz, amelyek közül egyet Just a Notion címmel korábban demóverzióban már szerepeltettek az ABBA Undeleted egyveleg részeként az 1994-ben kiadott Thank you for the Music válogatásalbum 4. lemezén.

## Kiadás

### Háttér
Az ABBA 1982-ben hivatalosan nem oszlott fel, és bár a kilencvenes évektől kezdve ismét érdeklődtek a zenekar iránt az ABBA Gold legnagyobb slágerei, a Mamma Mia! musical és az azt követő azonos című film sikere után, a tagok többször is elutasították, hogy újra egyesüljenek. 2000-ben állítólag egy egymilliárd dolláros ajánlatot utasítottak vissza, hogy újra fellépjenek együtt egy koncertsorozaton. 2008 júliusában Björn Ulvaeus a The Sunday Telegraphnak azt mondta: „Soha többé nem fogunk színpadra lépni. Egyszerűen nincs motiváció az újraegyesülésre”. Ezt az állítást egy 2014-es interjúban is megismételte, miközben támogatta az ABBA: The Official Photo Book kiadását.
2016. június 6-án az ABBA újra összeállt és előadták a The Way Old Friends Do című dalt egy zártkörű rendezvényen Stockholmban. Két évvel később, 2018 áprilisában bejelentették, hogy két új dalt rögzítettek, I Still Have Faith in You és Don't Shut Me Down címmel.
A dalok eredetileg az NBC és a BBC által készített tévéműsor támogatására szolgáltak, de ezt később a hónapokkal korábban bejelentett ABBAtar turnéra módosították.

### ABBAtárok
| Értékelések          |               |
| Értékelő             | Értékelés     |
| AllMusic             | [ 21 ]        |
| The Guardian         | [ 22 ] [ 23 ] |
| The Independent      | [ 24 ]        |
| The Line of Best Fit | 6/10          |
| Mojo                 | [ 26 ]        |
| NME                  | [ 27 ]        |
| Pichfork             | 7.4/10        |
| Rolling Stone        | [ 29 ]        |
| The Telegraph        | [ 30 ]        |
| The Times            | [ 31 ]        |
| ADM                  | 7.1/10        |
| MC                   | 72/100        |

A zenekar digitális avatarjai (ABBAtars) az ABBA Voyage koncertek során fognak megjelenni. A turnét először 2017 szeptemberében jelentették be, és eredetileg 2019-re tervezték. Benny Andersson azt mondta, hogy időbe telik az arcuk elkészítése, Ulvaeus pedig izgatott volt amiatt, hogy hogyan fejlődik a technika. A technikai késések és a COVID-19 világjárvány miatt a turnét 2022-re halasztották. Az ABBAtars ugyanazt a technológiát használja, mint a Tupac Shakur pszeudo-hologram 2012-ből, és a 3D avatarokat élő zenekar kíséri. A tagok mozgásrögzítési öltözékben voltak az avatarok készítése során, amit az Industrial Light & Magic cég készített.

## Kereskedelmi teljesítmény
Az albumra 40 000 előrendelést rögzítettek az Egyesült Királyságban a megjelenés bejelentését követő első 24 órában. Három nappal az album bejelentése után több mint 80 000 előrendelést kapott csak az Egyesült Királyságban, ezzel megdöntve a Universal Music Group UK legnagyobb előrendelt albumának rekordját, amelyet korábban a Take That tartott a 2010-es Progress című albumukkal.

## Számlista
| 1. | I Still Have Faith in You | Benny Andersson · Björn Ulvaeus | 5:09 |
| 2. | When You Dance with Me    | Benny Andersson · Björn Ulvaeus | 2:50 |
| 3. | Little Things             | Benny Andersson · Björn Ulvaeus | 3:08 |
| 4. | Don't Shut Me Down        | Benny Andersson · Björn Ulvaeus | 3:56 |
| 5. | Just a Notion             | Benny Andersson · Björn Ulvaeus | 3:31 |

| 1. | I Can Be That Woman | Benny Andersson · Björn Ulvaeus | 4:01 |
| 2. | Keep an Eye on Dan  | Benny Andersson · Björn Ulvaeus | 4:05 |
| 3. | Bumblebee           | Benny Andersson · Björn Ulvaeus | 3:57 |
| 4. | No Doubt About It   | Benny Andersson · Björn Ulvaeus | 2:56 |
| 5. | Ode to Freedom      | Benny Andersson · Björn Ulvaeus | 3:32 |

## Slágerlista
| Slágerlista (2021)                                                                | Legmagasabb helyezés |
| --------------------------------------------------------------------------------- | -------------------- |
| Ausztrália (ARIA Top 50 Albums)                                                   | 1                    |
| Ausztria (Ö3 Austria Top 40)                                                      | 1                    |
| Belgium (Ultratop Flandria)                                                       | 1                    |
| Belgium (Ultratop Vallónia)                                                       | 1                    |
| Kanada (Billboard Canadian Albums Chart)                                          | 2                    |
| Horvátország Croatian Albums (HDU)                                                | 2                    |
| Csehország (ČNS IFPI Albums Top 100)                                              | 1                    |
| Dánia (Hitlisten Album Top 40)                                                    | 1                    |
| Hollandia (Dutch Charts Album Top 100)                                            | 1                    |
| Finnország (Musiikkituottajat Albumit Top 50)                                     | 1                    |
| Franciaország (SNEP Album Top 100)                                                | 1                    |
| Németország (Offizielle Top 100)                                                  | 1                    |
| Görögország (International Federation of the Phonographic Industry Top 75 Albums) | 1                    |
| Magyarország (MAHASZ Top 40 albumlista)                                           | 3                    |
| Izland Icelandic Albums (Tonlist)                                                 | 1                    |
| Írország Irish Albums (OCC)                                                       | 1                    |
| Olaszország (FIMI Album Top 20)                                                   | 6                    |
| Japán (Oricon)                                                                    | 4                    |
| Japán (Oricon) · Voyage with ABBA Gold                                            | 16                   |
| Japán Japanese Hot Albums (Billboard Japan)                                       | 4                    |
| Litvánia Lithuanian Albums (AGATA)                                                | 23                   |
| Új-Zéland (Recorded Music NZ Top 40 Albums)                                       | 1                    |
| Norvégia (VG-lista Album Top 40)                                                  | 1                    |
| Lengyelország (ZPAV Album Top 50)                                                 | 2                    |
| Portugália (AFP Top 30 Albums)                                                    | 1                    |
| Egyesült Királyság (Scottish Albums)                                              | 1                    |
| Szlovákia Slovak Albums (ČNS IFPI)                                                | 2                    |
| Spanyolország (PROMUSICAE Top 100 Álbumes)                                        | 2                    |
| Svédország (Sverigetopplistan Top 60 Albums)                                      | 1                    |
| Svájc (Schweizer Hitparade Top 100 Albums)                                        | 1                    |
| Egyesült Királyság (UK Albums Chart)                                              | 1                    |
| USA Billboard 200                                                                 | 2                    |

| Slágerlista (2021)                             | Helyezések |
| ---------------------------------------------- | ---------- |
| Ausztria Austrian Albums (Ö3 Austria)          | 1          |
| Belgium Belgian Albums (Ultratop Flanders)     | 1          |
| Belgium Belgian Albums (Ultratop Wallonia)     | 3          |
| Dánia Danish Albums (Hitlisten)                | 12         |
| Hollandia Dutch Albums (Album Top 100)         | 4          |
| Németország German Albums (Offizielle Top 100) | 1          |
| Írország Irish Albums (IRMA)                   | 9          |
| Svájc Swiss Albums (Schweizer Hitparade)       | 1          |
| Egyesült Királyság UK Albums (OCC)             | 3          |

## Kiadási előzmények
| Régió     | Kiadási dátum     | Formátum(ok)                         | Kiadás(ok)                          | Kiadó           | Ref.   |
| --------- | ----------------- | ------------------------------------ | ----------------------------------- | --------------- | ------ |
| Különféle | 2021. november 5. | CD kazetta LP Zeneletöltés streaming | Standard                            | Polar Universal |        |
| Japán     | 2021. november 5. | 2×CD                                 | Standard + ABBA Gold                | Universal       | [ 80 ] |
| Japán     | 2021. november 5. | CD + DVD                             | Standard + The Essential Collection | Universal       | [ 81 ] |
| Japán     | 2021. november 5. | CD + 2 DVDs                          | Standard + ABBA in Japan            | Universal       | [ 82 ] |

### Minősítések
| Ország                    | Minősítés  | Eladások |
| ------------------------- | ---------- | -------- |
| Ausztria IFPI Austria     | Platina    | 15 000   |
| Dánia IFPI Denmark        | Arany      | 10 000   |
| Franciaország SNEP        | Platina    | 100 000  |
| Németország BVMI          | 2x Platina | 400 000  |
| Japán                     | -          | 24.461   |
| Hollandia                 | -          | 40 000   |
| Egyesült Királyság BPI    | Platina    | 400 000  |
| Amerikai Egyesült Államok | -          | 78 000   |

## Fordítás
Ez a szócikk részben vagy egészben  a   Voyage (ABBA album) című angol Wikipédia-szócikk ezen változatának fordításán alapul.  Az eredeti cikk szerkesztőit annak laptörténete sorolja fel. Ez a jelzés csupán a megfogalmazás eredetét és a szerzői jogokat jelzi, nem szolgál a cikkben szereplő információk forrásmegjelöléseként.